# Russula langei
Russula langei är en svampart som beskrevs av Bon 1970. Russula langei ingår i släktet kremlor och familjen kremlor och riskor.   Inga underarter finns listade i Catalogue of Life.